# Нау Нихал Сингх
Махараджа Нау Нихал Сингх (англ. Maharaja Nau Nihal Singh; 9 марта 1821 — 6 ноября 1840) — 3-й махараджа Сикхской империи в Пенджабе (1839—1840).

## Ранняя жизнь
Родился 11 февраля 1821 года в Лахоре, столице Сикхской империи. Единственный сын Кхарака Сингха (1801—1839), 2-го махараджи Сикхской империи, и махарани Чанд Каур (1802—1842).
В апреле 1837 года в возрасте шестнадцати лет он женился на Биби Сахиб Каур (? — 1856), дочери Шахида Сардара Шама Сингха Аттаривалы (1790—1846) из деревни Аттари в Амритсарском районе Пенджаба.
Нау Нихал был воспитан вне придворной политики в Лахоре, однако в возрасте восемнадцати лет, вынужденный неспособностью своего отца, он вернулся в Лахор. Ему было поручено править от имени своего отца под руководством визиря Диана Сингха. Когда Кхарак Сингх тяжело заболел, придворный врач Иоганн Мартин Хонигбергер отметил, что, несмотря на то, что его отец умолял его видеть его каждый день, Нау Нихал редко навещал своего отца.

## Смерть

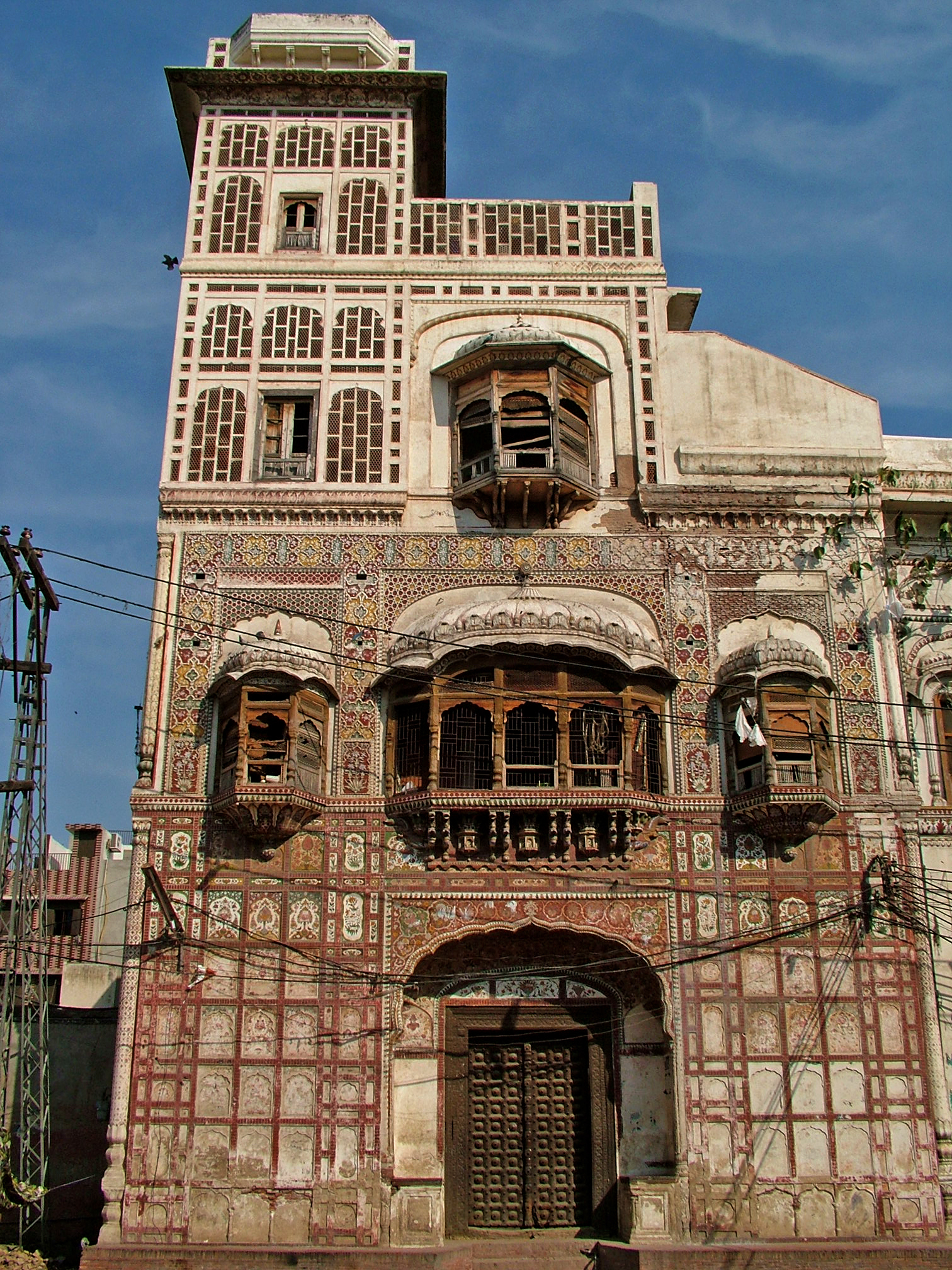
Хавели Нау Нихал Сингха находится в пакистанском городе Лахор, Pakistan

Нау Нихал пользовался популярностью у королевских придворных и широкой публики и считался достойным преемником своего отца во время болезни последнего. После того как махараджа Кхарак Сингх скончался 5 ноября 1840 года, Нау Нихал совершил свои последние обряды у реки Рави в Лахоре. После церемонии он начал возвращаться во дворец через Хазури Баг, где массивная каменная глыба упала на него и двух его спутников. Один из товарищей — Удхам Сингх (племянник Диана Сингха)- сломал себе шею и умер на месте.
По словам Александра Гарднера, который был всего в нескольких шагах от Нау Нихала, когда произошел инцидент, принц получил лишь незначительные травмы во время этого эпизода: он был достаточно здоров, чтобы ходить самостоятельно, и согласился, чтобы его взяли на носилках только из-за настойчивости Гарднера. Однако, когда придворный врач Иоганн Мартин Хонигбергер пришел к Нау Нихал в палатку, он заметил, что череп принца был раздроблен, а простыня покрыта кровью и тканями мозга. Диан Сингх настаивал на том, что принц получил эти травмы во время предполагаемой аварии в Хазури Баг. Нау Нихал скончался несколько часов спустя, хотя придворные не предали эту новость огласке до трех дней спустя, пытаясь избежать паники. По словам Гарднера, пять артиллеристов несли Нау Нихал из Хазури Баг в палатку: двое из этих людей погибли при загадочных обстоятельствах, двое ушли в отпуск и больше не присоединились к службе, а один исчез без объяснения причин. Гриффин в «Вождях Пенджаба» говорит: "Единственной причиной тайны, окутывавшей смертное ложе принца, была необходимость, которую чувствовал Дхиан Сингх, не допускать, чтобы роковая новость стала общеизвестной до прибытия Шер Сингха. Если бы это был организованный заговор, раджа позаботился бы о том, чтобы Шер Сингх присутствовал в Лахоре во время катастрофы. Отсутствие Шер Сингха доказывает невиновность раджи (Дхиана Сингха) ".
Современная английская политическая переписка, в которой подробно описываются даже самые незначительные события в Дарбаре, не содержит никаких упоминаний о каких-либо подозрениях, возникающих в каких-либо кругах в отношении Джамму Раджаса. Утверждалось, что современные европейские писатели изучали политику осуждения раджей Джамму, особенно Дхиан Сингха, из-за его антиевропейской позиции, которую он постоянно поддерживал на протяжении всей своей карьеры. В ходе расследования вопроса о «несчастном случае» Дж. М. Хонигбергер нашел «больше оснований полагать, что партизаны Куррука Сингха и Чета Сингха были авторами этого заговора против принца, поскольку он намеревался попросить их рассказать об их происшествии. вероломное поведение во время долгой болезни отца … Он (принц) приказал закрыть семь их домов и навести справки» .
Нау Нихал был кремирован 6 ноября 1840 года в возрасте 19 лет. Его мать махарани Чанд Каур стала императрицей Сикхской империи. Она была убита 11 июня 1842 года.

## Преемственность
После смерти Нау Нихала одна придворная фракция провозгласила законным наследником его дядю Шер Сингха, а другая — его мать Чанд Каур. Фракция, поддерживающая Чанд Каур, надеялась, что беременная жена Нау Нихала родит сына . Однако через шесть месяцев вдова родила мертвого ребенка, и Шер Сингх осадил Лахор с 70-тысячной армией. В конце концов Чанд Каур согласился признать притязания Шер Сингха на трон в обмен на щедрое поселение и безопасный проход, и Шер Сингх был коронован 18 января 1841 года. Несколько месяцев спустя, 11 июня 1842 года, слуги Чанд Каура убили её, проломив череп, точно так же, как умер её сын. Будучи наказаны премьер-министром Дхианом Сингхом, они настаивали на том, что убили Чанд Каура по приказу Шер Сингха.
Нау Нихал Сингх приказал построить Бунгу (башню) в комплексе Тарн Таран Сахиб, одной из самых священных сикхских святынь в районе Маджха Пенджаба.

## Семья
У махараджи Нау Нихала Сингха было четыре жены:
- 1-я жена с 10 марта 1837 года Махарани Нанаки Каур Сахиба (? — 1856, Лахор), дочь генерала Сардара Шам Сингха Аттаравала
- 2-я жена — Махарани Сахиб Каур Сахиба (? — 1841, Лахор), дочь Сардара Гурдита Сингха Гилваливалы из Амритсара
- 3-я жена — Махарани Бхадауран Каур Сахиба (? — 6 ноября 1840, Лахор), дочь Сардара из Бхадаура
- 4-я жена — Махарани Каточан Каур Сахиба (? — 6 ноября 1840), дочь Миана Раи Сингха из Ламбагрона.

У Нау Нихала Сингха было два сына:
- Шахзада Джавахар Сингх
- Джасвиндер Сингх (усыновлен, его усыновление началось в солидном возрасте 3 лет).